# Museo Glauco Lombardi
Il Museo Lombardi è un museo di storia e d'arte, a Parma, in strada Giuseppe Garibaldi, in corrispondenza di piazzale della Pace.

## Descrizione e storia
Il museo nacque dall'idea e dalla volontà di Glauco Lombardi, che dedicò la sua intera esistenza al recupero, allo studio e alla conservazione di quanto rimaneva sul mercato antiquario o nelle collezioni private dell'enorme patrimonio artistico e storico di Parma nei secoli XVIII e XIX, con particolare riguardo ai periodi borbonici (1748-1802, 1847-1859), di Maria Luisa d'Asburgo-Lorena, imperatrice di Francia come seconda moglie di Napoleone Bonaparte e Duchessa di Parma (1816-1847) dove assunse il nome di Maria Luigia, in gran parte disperso, durante il periodo dell'unificazione d'Italia, fra le molte residenze di Casa Savoia.
Fra le vestigia conservate al Museo spiccano le testimonianze sia del periodo imperiale di Maria Luigia (ritratti, cristalli e ceramiche, la maestosa Corbeille Nuziale donata da Napoleone alla giovane moglie nel 1810, progettata dal celebre couturier parigino Louis Hippolyte LeRoy (spade e lettere di Bonaparte, nécessaire da viaggio) che del suo trentennio di Ducato a Parma, tra cui si alternano ritratti e oggetti riferibili all'ambito pubblico e privato (gioielli, acquerelli, lavori ad uncinetto, ricami, diari, vestiti di gala, strumenti musicali). Da sottolineare anche le opere di diversi artisti italiani e francesi attivi alla corte di Parma tra XVIII e XIX secolo, espressione della prestigiosa Accademia di Parma fondata dai Borbone; tra i tanti, si segnalano in particolare Ennemond Alexandre Petitot, Benigno Bossi, Giuseppe Naudin e Paolo Toschi.
Dal 1915 al 1943 il nucleo originale del museo Lombardi fu ospitato nella Sala da Ballo e nelle stanze adiacenti nel Palazzo Ducale di Colorno; nel 1934 Lombardi stipulò un accordo con il conte Giovanni Sanvitale, ultimo discendente della famiglia Sanvitale, per vendere al Museo i preziosi oggetti che appartennero alla duchessa Maria Luigia, bisnonna del conte Giovanni. I locali in cui vennero inseriti gli oggetti furono riadattati nel 1763 da un progetto dell'architetto francese Ennemond Petitot.
La seconda guerra mondiale, gli anni duri del dopoguerra e le estenuanti difficoltà burocratiche finirono nel 1961, quando il museo fu riaperto nei nuovi locali, questa volta nel Palazzo di Riserva di Parma, con il nome di Museo Glauco Lombardi. Dal 1997 al 1999 il museo subì un completo e complesso restauro resosi necessario dopo l'acquisizione di nuovi ambienti che, pur mantenendo il criterio di disposizione progettato da Glauco Lombardi, hanno reso possibile una più moderna ed efficiente esposizione.
Il Museo promuove durante tutto l'anno iniziative ed eventi che culminano nella ormai tradizionale "Settimana di Maria Luigia", che cade a metà dicembre per ricordare le date di nascita e di morte (12 dicembre 1791 – 17 dicembre 1847) della duchessa, ancora oggi amatissima dai parmigiani.
Nel corso del 2016 è stato punto di riferimento per le celebrazioni dei duecento anni trascorsi dall'ingresso di Maria Luigia a Parma, con numerose mostre, conferenze ed eventi.
Tante le pubblicazioni prodotte nel corso degli anni e miranti ad approfondire aspetti sempre diversi della duchessa. Tutti i volumi del Museo costituiscono la collana Quaderni del Museo. Nel 2016 è uscito il volume Parma 1816, dal Ministro Magawly alla duchessa Maria Luigia, disponibile presso la libreria, al pianterreno del Palazzo di Riserva.

## Galleria d'immagini

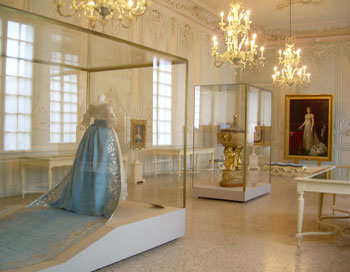
Il Salone delle Feste
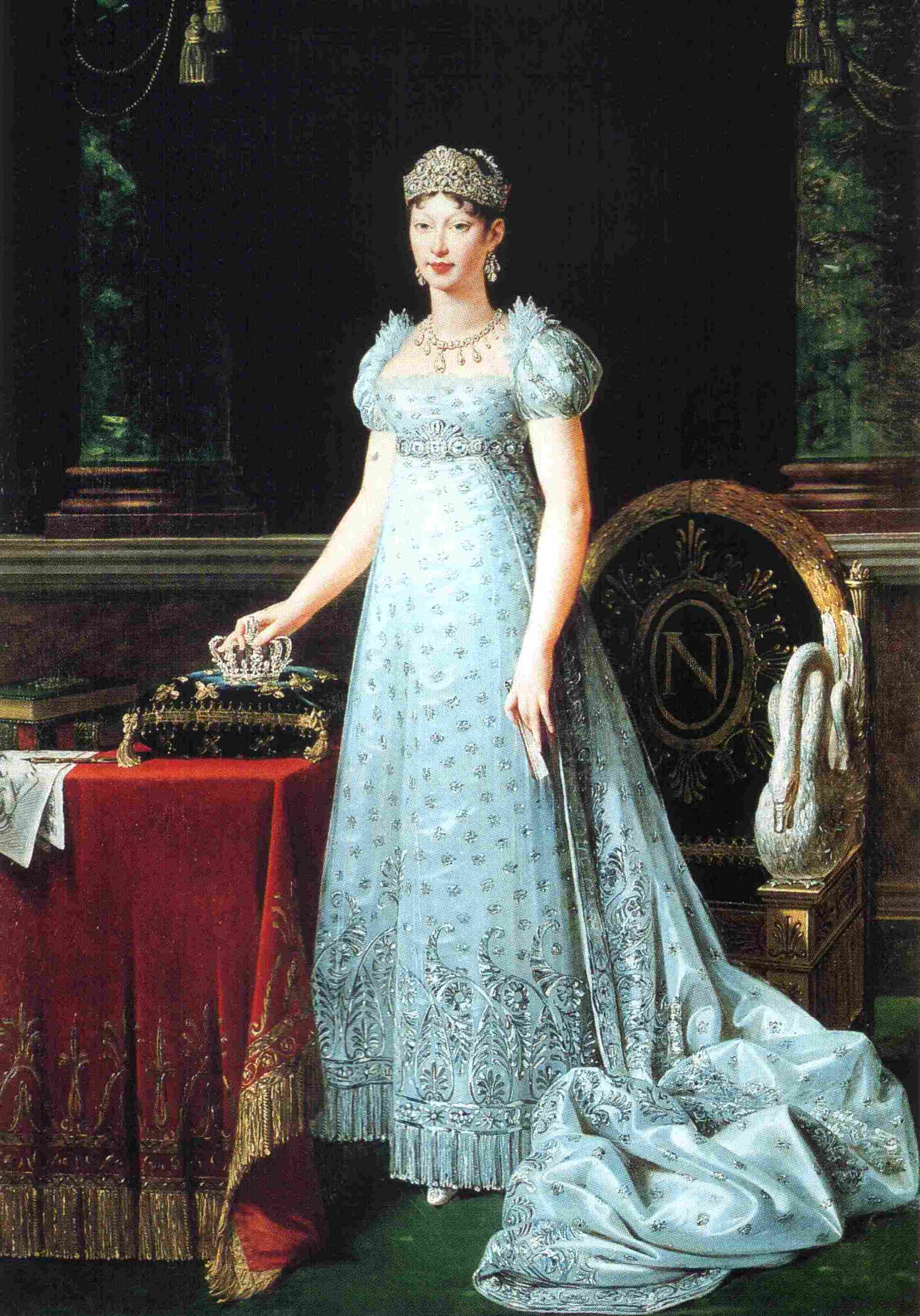
R. Lefèvre, Maria Luisa imperatrice, 1812
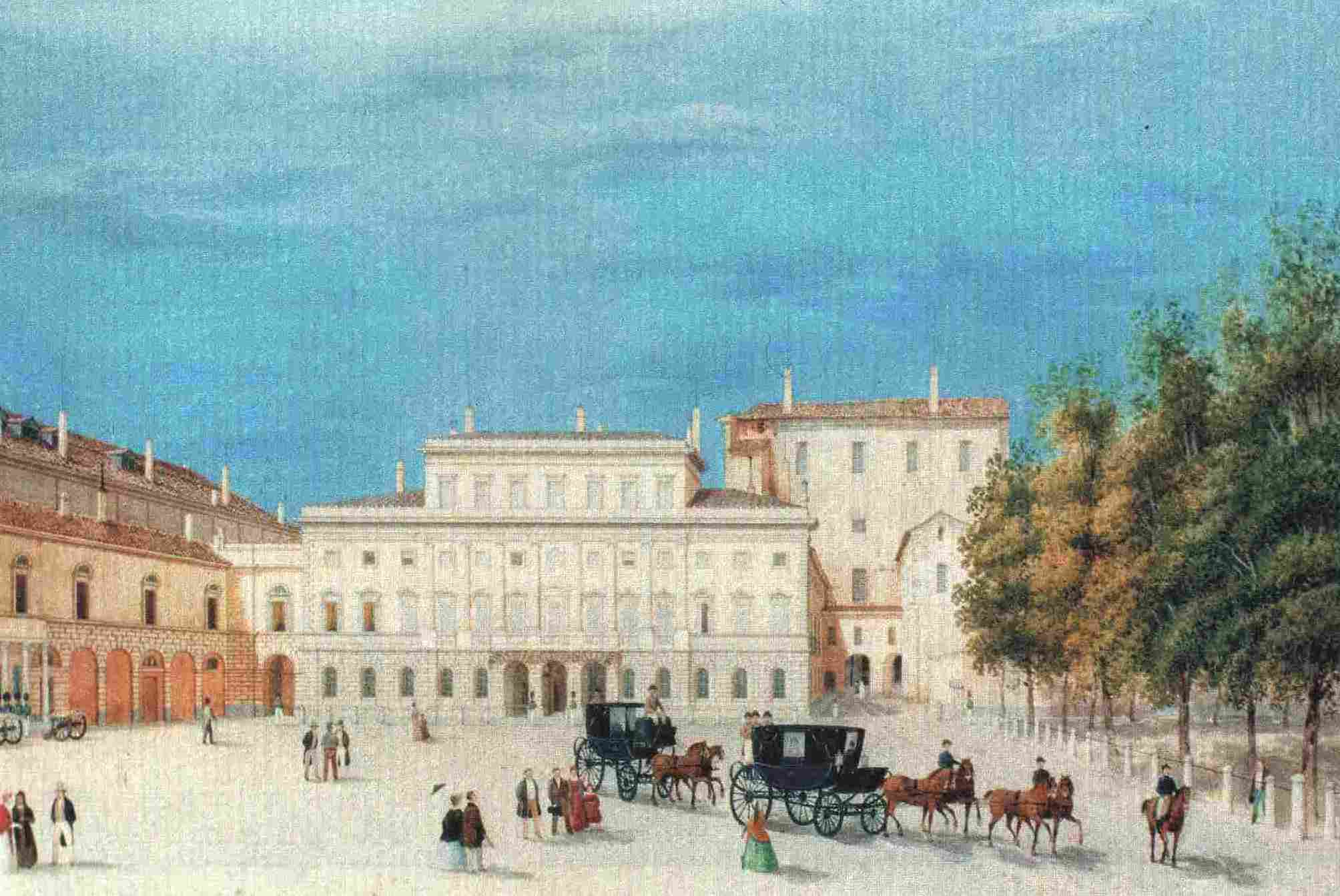
G. Alinovi, Il Palazzo Ducale di Parma